# エドガー・マクナブ
エドガー・マクナブ（Edgar J. McNabb 1865年10月24日 - 1894年2月28日）は、MLBに在籍していたアメリカ人ピッチャー。右投右打。愛称は「ピート 」もしくは「テキサス 」。MLBで1シーズンプレーした後、恋人を銃で撃った後に自殺している。

## 経歴
オハイオ州コショクトン生まれのマクナブは、1893年5月12日から8月11日までの間ボルチモア・オリオールズ（現在のボルチモア・オリオールズとは別の球団）で21試合に登板した。成績は完投が12 回、勝敗は8勝7敗、 防御率4.12であった。8位と低迷するオリオールズで好成績を収めたにもかかわらず、再契約はされず、1894年シーズンはミシガン州グランドラピッズのマイナーリーグチームに入団した。メジャーに上る前はコロラド州デンバーのマイナーリーグでプレーしていた。

## 死去
マクナブと1年間付き合っていた恋人のルイーズ・ケロッグ（ローラ・ケロッグと呼ばれることもある）は、シアトルで氷販売業を営むとともにパシフィックコーストリーグとノースウェストリーグの会長も務めたR・E・ロックウェルと結婚した「スタイルの良い」金髪女優として知られていた。
1894年2月28日、マクナブとケロッグはピッツバーグのエッフェル・ホテルに滞在していたが午後8時頃、部屋から銃声、叫び声、もみ合いの音を聞こえた。マクナブの友人がホテルの部屋のドアを破り、首を2発撃たれて血の海に横たわっているケロッグ夫人と、口を銃で撃って死亡しているマクナブを発見した。ケロッグは腰から下が麻痺し後に負傷により死亡した。
この事件を巡っては金銭問題が発端と言われているが、マクナブが自分以外の選手にケロッグが好意を持っていると非難したという別の説もある。ピッツバーグ・ポスト・ガゼット紙の記事によると、部屋で見つかった手紙には、冬の間ずっとマクナブから金を送ってもらっていたケロッグが関係を終わらせるつもりであり、また、二人は破産寸前だったことが書かれていた。警察は二人が口論になりマクナブがケロッグを撃ち、その後銃をマクナブに向けて発射したと推測したが新聞の報道に矛盾があったため、正確に何が言われたのかは今日に至るまで研究者の間で議論されている。マクナブはオハイオ州マウントバーノンのマウンドビュー墓地に埋葬されている。